# لیلی میلر-مورو
لیلی میلر-مورو (انگلیسی: Layli Miller-Muro؛ زادهٔ ۲۴ مارس ۱۹۷۲) وکیل و کنشگر اهل ایالات متحده آمریکا است. او بنیان‌گذار و مدیر عامل سابق مرکز عدالت طاهره است، یک سازمان غیرانتفاعی ملی که به حفاظت از زنان در برابر نقض حقوق بشر مانند تجاوز جنسی، ختنه کردن یا بریدن آلت تناسلی زنان، خشونت خانگی، قاچاق انسان و ازدواج اجباری اختصاص دارد. مدل کل نگر سازمان طاهره برای حفاظت از زنان، خدمات حقوقی رایگان و مدیریت پرونده خدمات اجتماعی را با حمایت از سیاست عمومی، آموزش و اطلاع‌رسانی ترکیب می‌کند. او جوایز و افتخارات بسیاری کسب کرده و در سال ۲۰۱۴ توسط نشریه واشینگتن پست به عنوان یکی از ۵۰ زن قدرتمند رهبر مذهبی انتخاب شده است. میلر-مورو با همسرش گیل میلر-مورو و سه فرزندشان در واشینگتن دی سی زندگی می‌کند. او یکی از اعضای فعال دیانت بهائی است.

## فعالیت حقوق بشری
میلر-مورو این سازمان را در سال ۱۹۹۷ پس از درگیری در موضوع کاسینجا، یک پرونده پر حاشیه که سابقه ملی ایجاد کرد و قانون پناهندگی را در ایالات متحده تغییر داد، تأسیس کرد. فوزیه کاسینجا (متولد ۱۹۷۷)، که از ترس ازدواج اجباری چندهمسری و یک سنت قبیله ای معروف به ختنه زنان از توگو گریخته بود، در سال ۱۹۹۶ توسط هیئت استیناف مهاجرت ایالات متحده پناهندگی دریافت کرد.
این تصمیم راه را برای به رسمیت شناختن آزار و اذیت مبتنی بر جنسیت به عنوان زمینه ای برای پناهندگی هموار کرد. میلر-مورو با استفاده از بخشی از درآمد حاصل از کتابی که او و کاسینجا در مورد این پرونده به‌طور مشترک تألیف کردند (آیا وقتی گریه می‌کنی صدای تو را می‌شنوند؟ چاپ دلاکورت، ۱۹۹۸)، سازمان عدالت طاهره را را تأسیس کرد.
از سال ۲۰۰۱، او مرکز عدالت طاهره را در راستای خدمت رسانی به بیش از ۲۵۰۰۰ زن و کودک از سال ۱۹۹۷ رهبری کرده است، او کارمندان این سازمان غیرانتفاعی را از ۶ نفر به بیش از ۷۰ نفر افزایش داده و دفاتر خود را از دی سی بزرگ به هیوستون، بالتیمور و سانفرانسیسکو گسترش داده است. مرکز عدالت طاهره با توجه به مدیریت صحیح و برنامه‌های نوآورانه‌اش، تحت رهبری میلر-مورو، برنده جایزه واشینگتن پست برای مدیریت موفقیت‌آمیز شد. میلر-مورو قبل از پیوستن به مرکز عدالت طاهره به عنوان مدیر اجرایی در سال ۲۰۰۱، وکیل دادگستری در واشینگتن دی سی، شرکت حقوقی آرنولد و پورتر بود، جایی که او به رسیدگی به دعاوی بین‌المللی مشغول بود. میلر-مورو قبل از پیوستن به آرنولد و پورتر، وکیل-مشاور در وزارت دادگستری ایالات متحده و هیئت استیناف مهاجرت بود.

## تحصیلات و جوایز
میلر-مورو جی‌دی و فوق لیسانس خود را در رشته روابط بین‌الملل از دانشگاه امریکن و بی‌ای خود از کالج اگنس اسکات در رشته علوم سیاسی، جامعه‌شناسی و مردم‌شناسی دریافت کرده است. میلر-مورو جوایز و قدردانی‌های متعددی دریافت کرده که در میان آنها می‌توان به جایزه مادر جوان سال دی سی در سال ۲۰۱۵ توسط American Mothers Inc اشاره کرد. او به عنوان یکی از ۵۰ زن قدرتمند رهبر مذهبی برای جشن گرفتن در روز جهانی زن در سال ۲۰۱۴ توسط هافینگتون پست انتخاب شد و در سال ۲۰۱۳، دکترای افتخاری خود را از دانشگاه ایلینوی شمالی دریافت کرد.